# À deux sabres (film, 1943)
Pour plus de détails, voir Fiche technique et Distribution.
À deux sabres (二刀流開眼, Nitōryū kaigen) est un film japonais réalisé par Daisuke Itō et sorti en 1943.

## Synopsis
Durant trois années Takezo du village Miyamoto est retenu prisonnier dans le château de Himeji, le rustre qu'il était est devenu un homme cultivé sous la surveillance du prêtre Takuan. Il adopte le nom de Miyamoto Musashi et décide de suivre la voie du sabre, un long, difficile et solitaire voyage, le prévient le prêtre Takuan. Otsu, l'attend chaque jour sur le pont Hanadabachi mais Musashi l'abandonne pour suivre en solitaire la voie qu'il s'est fixée, s'efforçant de réprimer son sentiment amoureux, au grand désespoir de celle qui l'attend depuis trois ans.
Son périple le mène à l'auberge Ajiro-ya, près du temple Kongo-in où il compte mesurer son art du sabre à celui des moines guerriers.
Plus loin, l'auberge Yomogi-yado est tenue par Akemi. Matahachi lui rend visite, il est à présent apprenti chez un armurier et doit se rendre à Osaka.
Au dojo du temple Kongo-in, Musashi défait un à un les prêtres qui s'opposent à lui dans le but d'avoir l'opportunité de défier le maître du temple. Des moines partent le chercher en toute urgence à l'auberge Yomogi-yado quand Musashi, qui se fait appeler Takezo Shinmen du village Miyamoto, à vaincu tous ses opposants. Matahachi surprend la conversation.
Akemi, qui est aussi amoureuse de Takezo et Matahachi apprennent donc que Takezo est toujours vivant qu'il est devenu un grand guerrier.
Musashi se défait du maître, il le tue dans l'affrontement. Le guerrier Baiken arrivé au temple jure de le venger.
Musashi est blessé au bras gauche, il imagine ce qui aurait pu advenir s'il avait été blessé au bras droit. Germe alors l'idée d'être capable de manier le sabre des deux mains.
Jotaro, le jeune serviteur de l'auberge Ajiro-ya le suit pour devenir son disciple. Musashi s'exerce du bras gauche en peignant.
Il se rend à Nara pour rencontrer le maitre du style Shinkage, Sekishusai Yagyu qui a 82 ans mais le maître refuse les entrevues. Otsu est entrée à son service grâce à une lettre de recommandation du prêtre Takuan.
Jotaro est arrêté, et suspecté d'espionner. Musashi affronte des samourais du clan Yagyu pour libérer Jotaro et leur échappe en sautant d'un rempart. Il développe sa technique de combat à deux sabres.
Décidé à rencontrer Sekishusai Yagyu, Musashi surprend une conversation entre Takuan et Sekishusai qui commentent les forces de Musashi puis Otsu vient annoncer qu'elle quitte son service pour tenter de rejoindre Takezo, énonce son désir de dédier sa vie à cet homme. Elle repart en quete de Takezo accompagnée de Jotaro.
Après avoir entendu les paroles d'Otsu, Musashi reprend la route.

## Fiche technique
- Titre : À deux sabres[1]
- Titre original : 二刀流開眼 (Nitōryū kaigen?)
- Réalisation : Daisuke Itō
- Scénario : Daisuke Itō, d'après le roman Musashi d'Eiji Yoshikawa
- Assistant réalisateur : Katsuhiko Tasaka (en)
- Photographie : Kō Matsui et Shintarō Kawasaki
- Montage : Mitsuzō Miyata
- Musique : Akio Satō
- Producteur : Kakuji Saitō
- Société de production : Daiei
- Pays d'origine :  Empire du Japon
- Langue originale : japonais
- Format : noir et blanc - 1,37:1 - 35 mm - Son mono
- Genre : jidai-geki - drame
- Durée : 75 minutes[2] (métrage : 9 bobines - 2 062 m[2])
- Dates de sortie :
  - Empire du Japon : 15 juillet 1943[2]

## Distribution
- Chiezō Kataoka : Miyamoto Musashi
- Ryōsuke Kagawa (en) : Takuan
- Harukichi Kaneko : Kamon
- Ryūnosuke Tsukigata : Baiken Shishido
- Kensaku Hara (ja) : Matahachi
- Ryūzaburō Mitsuoka (ja) : Sukekuro Kimura
- Chieko Sōma (ja) : Otsu
- Haruyo Ichikawa : Akemi
- Katsuhiko Sawa : Jōtarō